# Boris Radkevich
Boris Radkevich –en bielorruso, Борис Радкевич– (14 de junio de 1974) es un deportista bielorruso que compitió en lucha grecorromana. Ganó una medalla de oro en el Campeonato Europeo de Lucha de 2001, en la categoría de 54 kg.

## Palmarés internacional
| Campeonato Europeo | Campeonato Europeo | Campeonato Europeo | Campeonato Europeo |
| Año                | Lugar              | Medalla            | Categoría          |
| ------------------ | ------------------ | ------------------ | ------------------ |
| 2001               | Estambul (Turquía) | Medalla de oro     | 54 kg              |